# Ричард Джон Бингэм, 7-й граф Лукан
Ричард Джон Бингэм, 7-й граф Лукан (англ. Richard John Bingham, 7th Earl of Lucan; 18 декабря 1934 года — пропал без вести 8 ноября 1974 года), также известный как лорд Лукан (англ. Lord Lucan) — британский пэр, англо-ирландский аристократ, старший сын Джорджа Бингэма, 6-го графа Лукана от Кэйтлин Доусон. При жизни отца был известен как лорд Бингэм (англ. Lord Bingham, 1949—1964). Вёл богемный образ жизни, имел пристрастие к азартным играм, любил скоростные лодки и автомобили, являлся кандидатом на роль Джеймса Бонда в экранизации одного из романов Яна Флеминга. Получил известность благодаря обвинению в умышленном убийстве, после которого бесследно исчез.
Когда в 1972 году его брак распался, суд оставил детей Веронике, его бывшей жене; возвращение детей превратилось с тех пор для него в навязчивую идею: он устроил слежку за Вероникой и стал записывать её телефонные разговоры. Вечером 7 ноября 1974 года Сандра Риветт, ухаживавшая за детьми, была убита в подвале дома семьи Лукан в лондонском районе Белгрейвия. Убийца напал и на саму Веронику, которая позднее признала в нападавшем своего бывшего мужа. С началом полицейского расследования Лукан бесследно исчез, его автомобиль был найден брошенным, в салоне были обнаружены следы крови, а в багажнике — кусок свинцовой трубы, похожий на тот, что был найден на месте преступления. Спустя несколько дней после трагедии был выдан ордер на арест Лукана. В результате расследования Лукан был признан убийцей Сандры Риветт.
Однозначного вывода о причинах убийства не было сделано. Наиболее распространённая версия состоит в том, что Лукан собирался убить свою жену, но в темноте спутал её с няней, которая внешне была похожа на Веронику. После убийства Сандры Риветт было предпринято множество попыток найти Лукана, и ни одна не оказалась успешной. В октябре 1999 года он был объявлен умершим; свидетельство о смерти было выдано в 2016 году.

## Ранние годы
Ричард Джон Бингэм родился 18 декабря 1934 года в доме 19 по улице Бентинк в Марилебоне. Он был вторым ребёнком в семье и старшим сыном Кейтлин Элизабет Энн Доусон и Джорджа Бингэма, 6-го графа Лукана и англо-ирландского пэра. В возрасте трёх лет Ричард вместе со старшей сестрой Джейн пошёл в подготовительную школу на Тайт-стрит. В 1939 году, с приближением войны, семья переехала в более безопасный Уэльс. В 1940 году дети Джорджа Лукана (в том числе младшие — Салли и Хью) отправились в Торонто, а вскоре после этого переехали в Маунт-Киско (штат Нью-Йорк, США) и жили в течение пяти лет в доме состоятельной женщины по имени Марсия Брэди Такер. Джон поступил в школу Харви и проводил летние каникулы вдали от своих братьев и сестёр в летнем лагере в горах Адирондак.
Находясь в США, дети жили в достатке, но после возвращения в Англию в феврале 1945 года они столкнулись с суровой реальностью Британии военного времени. Карточное распределение продуктов питания всё ещё действовало, их бывший дом в Чейн Уолк подвергся бомбардировке, а в доме на Итон-Сквер были выбиты окна. Несмотря на благородное происхождение семьи</ref>, 6-й граф и его жена были агностиками и социалистами и предпочитали спартанский образ жизни, к чему дети не были приучены миссис Такер — богатой дамой и верующей христианкой. Некоторое время Джон страдал от ночных кошмаров, и его водили к психотерапевту. Повзрослев, он остался агностиком, но следил за тем, чтобы его дети посещали воскресную школу, предпочитая обеспечить им «традиционное» детство.
Поступив в Итонский колледж, Джон пристрастился к азартным играм. Его карманные средства пополнялись доходами от букмекерства, которые он держал на «секретном» банковском счёте. Юноша регулярно убегал из колледжа, чтобы побывать на скачках. По словам его матери, академическая успеваемость Джона была «далека от похвальной». В 1953 году он был призван на военную службу, которую проходил вторым лейтенантом в отцовском полку, гвардии Колдстрима, дислоцировавшемся в Крефельде (ФРГ). Там же он увлёкся покером.

## Карьера
Уволившись из армии в 1954 году, Лукан устроился на работу в лондонский банк William Brandt’s с годовой зарплатой в 500 фунтов стерлингов. В 1960 году он повстречал Стивена Рафаэля, богатого биржевого маклера, который был опытным игроком в нарды. Они отдыхали вместе на Багамах, катались на водных лыжах и играли в гольф, нарды и покер. Лукан стал одним из первых членов игрового клуба Джона Аспинала на Беркли-сквер в Клермонте. В нарды и покер ему обычно везло, но бывали у него и крупные проигрыши, в результате которых он попадал в долги. Однажды он проиграл 8 тысяч фунтов, что составляло две трети его доходов от доли в семейных вложениях. В следующий раз проигрыш составил 10 тысяч фунтов. Долг помог погасить его дядя, биржевой маклер Джон Беван, но Лукану потребовалось два года, чтобы рассчитаться.
Лукан уволился из банка где-то в 1960 году, вскоре после того, как выиграл 26 тысяч фунтов стерлингов, играя в баккара. Служба его стесняла, а после того, как его сослуживца повысили в должности, Джон откровенно сказал: «Зачем мне работать в банке, если я могу выиграть годовую зарплату за одну ночь?» Разбогатев, он поехал в США, навестил старшую сестру Джейн и бывшую опекуншу Марсию Такер. Вернувшись в Англию, он съехал из дома своих родителей в Сент-Джонс-Вуд и обосновался в квартире в Парк-Кресчент.

## Брак и развод

### Женитьба. Образ жизни
Со своей будущей женой Вероникой Дункан (род. 3 мая 1937 года) Лукан познакомился в начале 1963 года. Она родилась в семье майора Чарльза Мурхауса Дункана, мать звали Тельмой. После гибели главы семьи в автокатастрофе мать с малолетней Вероникой переехала в Южную Африку. Снова выйдя замуж, Тельма вернулась в Англию; Вероника вместе с сестрой Кристиной училась в школе Святого Свитуна в Винчестере. Когда у Вероники обнаружилась склонность к искусству, она продолжила образование в художественном колледже в Борнмуте. Сёстры снимали общую квартиру в Лондоне; Вероника работала моделью, а затем секретарём. Замужество Кристины позволило обеим сёстрам попасть в высшее общество: мужем Кристины стал Уильям Шанд Кидд, сводный брат Питера Шанда Кидда, отчима Дианы, будущей принцессы Уэльской. На одном из светских приёмов Вероника и повстречала лорда Лукана.

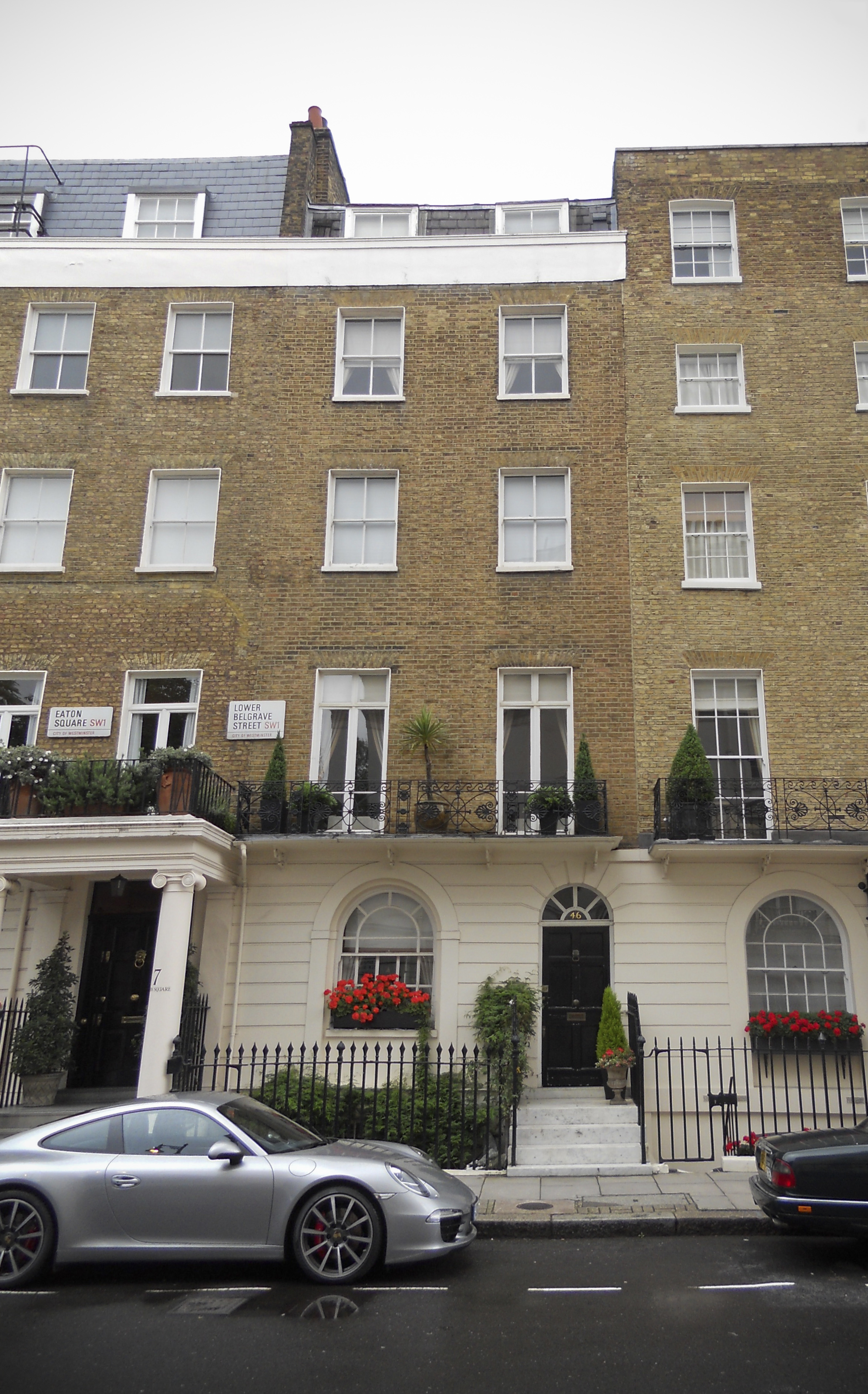
Дом 46 по Лоуэр Белгрейв-стрит в лондонском районе Белгрейвия

14 октября 1963 года газеты «The Times» и «The Daily Telegraph» опубликовали объявления об их помолвке. Свадебная церемония прошла в церкви Святой Троицы в Бромптоне 20 ноября. После церемонии, на которой присутствовала принцесса Алиса, графиня Атлонская, пара провела медовый месяц в Европе, отправившись первым классом на Восточном экспрессе. Лорд Лукан и его молодая жена жили на средства из созданного 6-м графом Луканом семейного фонда, предназначенного для содержания дома и будущих детей. Это позволило погасить часть долгов, приобрести дом по адресу Лоуэр Белгрейв-стрит, 46 (46 Lower Belgrave Street) и обставить его по вкусам Вероники. Через два месяца после свадьбы сына, 21 января 1964 года, 6-й граф Лукан умер от инсульта. В дополнение к наследству в 250 000 фунтов стерлингов Ричард Джон Бингэм приобрёл следующие титулы: 7-й граф Лукан; барон Лукан из Каслбара; барон Лукан из Мелкомба и Лукана и баронет Бингэм из Каслбара. Его жена стала именоваться графиней Лукан. Их первый ребёнок, дочь Фрэнсис, родилась 24 октября 1964 года, а в начале следующего года семья наняла няню Лилиан Дженкинс. Лукан пытался приобщить Веронику к азартным играм и традиционным занятиям аристократии, таким как охота и рыбалка. Он сам пытался обучать жену игре в гольф, но она забросила это занятие.
Запросы Лукана были велики: ещё работая в банке, в 1956 году в частном письме он сообщал о своём желании иметь «2 миллиона фунтов стерлингов на счету», утверждая, что «автомобили, яхты, дорогие каникулы и уверенность в будущем доставят и мне, и окружающим массу удовольствия». Друзья Лукана описывали его как молчаливого и робкого молодого человека, но его высокий рост, атлетическая фигура и типично мужские увлечения принесли ему популярность в его окружении. Особого упоминания удостоились его «пышные гвардейские усы». Лукан был расточительным: он мог арендовать самолёт, чтобы отвезти друзей на гонки, тратил много денег на автомобили и моторные лодки, пил дорогую русскую водку. В сентябре 1966 года он безуспешно пробовался на роль в фильме «Семь раз женщина» и поэтому позднее отказался от предложения продюсера Альберта Брокколи принять участие в кастинге на роль Джеймса Бонда.
Лукан был профессиональным игроком в нарды, даже входил в десятку лучших игроков мира. Он выиграл турнир в St James’s Club и считался чемпионом Западного побережья США. Он получил прозвище «Lucky Lucan» («Везунчик Лукан»), хотя оно вряд ли соответствовало действительности: его проигрыши превышали сумму выигрышей. Он интересовался породистыми лошадьми, в 1968 году принимал участие в скачках, заплатив гораздо больше за участие, чем выиграл призовых денег. Несмотря на периодические ссоры из-за денег, жена почти ничего не знала о его проигрышах и продолжала пользоваться собственными счетами у модельеров Сэвил-Роу и в различных магазинах Найтсбриджа. После рождения сына Джорджа (1967) и дочери Камиллы (1970) Вероника перенесла послеродовую депрессию. Беспокоясь о состоянии жены, Лукан отвёз её в психиатрическую клинику в Хэмпстеде, но она отказалась от госпитализации, согласившись лишь на домашние консультации у психотерапевта, прописавшего ей курс антидепрессантов. В июле 1972 года семья отдыхала в Монте-Карло, но Вероника быстро вернулась в Англию, оставив Лукана со старшими детьми. Наконец семейные ссоры, долги графа и неустойчивое психологическое состояние Вероники привели к распаду брака. После Рождества 1972 года Лукан переехал в небольшую квартиру в Итон-Роу.

### Развод
Несмотря на предпринятую Вероникой попытку примирения, Лукан не вернулся в семью, а поселился в большой квартире, арендованной на Элизабет-стрит. Лукан хотел после развода оставить детей при себе и попытался собрать доказательства того, что Вероника не способна их воспитывать. Он лично устроил слежку за своей семьёй (его машину регулярно видели припаркованной на Lower Belgrave Street), а позже нанял частных детективов. Впрочем, семейный врач объяснил, что графиня дееспособна, только страдает от депрессии и панических атак. В декабре 1972 года Лилиан Дженкинс, много лет служившая у Луканов, была уволена Вероникой, на что граф заявил, что никто другой у неё работать не согласится. Судя по свидетельствам 26-летней Стефании Савицкой (Stefanja Sawicka) — последней из тех, кто в тот период попробовал себя в качестве няни у Вероники, — та жаловалась, что бывший муж избивал её тростью и однажды спустил с лестницы. Графиня Лукан даже заявила Стефании, что муж однажды лишит её жизни.
В конце марта 1973 года Савицкая гуляла с двумя младшими детьми по Гросвенор-плейс, где Лукан в сопровождении двух частных детективов встретил их и заявил, что дети находятся под опекой суда и няня должна их отдать. Старшую дочь Фрэнсис забрали прямо из школы в тот же день. Леди Лукан обратилась в суд с требованием вернуть ей детей, но, ссылаясь на сложность дела, судья назначил дату слушания на июнь 1973 года. Вероника решилась опровергнуть обвинения Лукана касательно её психической нестабильности и провела 4 дня в Больнице Приората в Рохамптоне. Консилиум пришёл к выводу, что она нуждается в помощи психиатра, но никаких признаков психических заболеваний у неё нет. В результате на суде Лукан был вынужден сам оправдываться по поводу своего поведения. Прения и заслушивания свидетелей продолжались несколько недель, и в конце концов адвокаты посоветовали графу отозвать свой иск. Судья принял решение оставить детей Веронике, разрешив графу видеться с детьми раз в две недели по выходным.
Решение суда привело к затяжному конфликту, в который оказались вовлечены друзья графа и сестра Вероники. Граф выплачивал ей содержание в 40 фунтов в неделю, но отменил их обычный заказ еды на дом от Harrods и задерживал выплаты молочнику. По решению суда Вероника должна была нанять няню из агентства. Не имея доходов, Вероника была вынуждена устроиться в местную больницу на неполный рабочий день. Тем временем Лукан продолжил следить за бывшей женой, записывал её телефонные разговоры на портативный магнитофон Sony и даже давал слушать записи приятелям. Он также распускал слухи, что леди Лукан «спускает деньги, словно воду». С новой няней — Элизабет Мёрфи — Лукан подружился, уговорив её сообщать ему о поведении жены. Одновременно он поручил нанятым детективам собрать доказательства того, что Мёрфи не справляется со своими обязанностями. Из-за подобных казусов сменились ещё две няни, пока в конце 1974 года леди Лукан не взяла на работу Сандру Риветт.

### Ситуация 1974 года
Судебная тяжба сказалась на благосостоянии графа Лукана. Процесс обошёлся ему в 20 тысяч фунтов и сильно подорвал его финансовое положение. К 1974 году Лукан запил и стал непрерывно курить, что сильно беспокоило его друзей. Выпив, он несколько раз заговаривал об убийстве своей жены. Так, Гревилл Ховард сообщил в полицию, что Лукан говорил, как убийство жены может спасти его от банкротства, что тело можно утопить в Соленте и его «никогда не поймают». Лукан одолжил у матери 4 тысячи фунтов стерлингов, а у Марсии Такер попросил в долг 100 тысяч фунтов стерлингов, но получил отказ. Он написал сыну Такер, что таким образом пытался «выкупить» детей у Вероники, но это не помогло. У своих друзей и знакомых он пытался одалживать деньги, чтобы погасить карточные долги. Финансист Джеймс Голдсмит гарантировал ему овердрафт в 5 тысяч фунтов стерлингов, который так и остался неоплаченным. Когда он обратился за кредитованием в Edgware Trust, Лукану пришлось предоставить подробную информацию о доходах. Его доля в семейных вложениях приносила 12 тысяч фунтов в год. Под поручительство ему дали лишь 3 тысячи фунтов, хотя он просил пять тысяч. Вскоре он допустил перерасход средств по четырём своим банковским счетам: в Coutts — на 2841 фунт, в Lloyds — на 4379 фунтов; в National Westminster — на 1290 фунтов и в банке Midland — на 5667 фунтов. Лукан попробовал снизить размер ставок, но игровая зависимость оставалась совершенно неконтролируемой. По одной из оценок, только с сентября по октябрь 1974 года граф задолжал около 50 тысяч фунтов стерлингов. Таки Теодоракопулос, который более десяти лет называл Лукана близким другом, дал ему 3000 фунтов наличными за три дня до совершённого убийства.
В конце октября 1974 года поведение Лукана, казалось, изменилось к лучшему. Его близкий друг Джон Уилбрахам заметил, что одержимость Лукана возвращением детей уменьшилась. На семейных обедах с матерью он сменил тему разговоров и перестал упоминать о своих проблемах. 6 ноября он встречался с дядей — Джоном Беваном — и был при этом в хорошем настроении. В тот же день он общался с Шарлоттой Андриной Калхун, которая утверждала, что «он выглядел очень счастливым, и не было заметно ничего, что могло бы свидетельствовать о беспокойстве или депрессии». Он также обедал в Клермонте с гонщиком Грэмом Хиллом. В то время казино работали с двух часов дня до четырёх утра, так что Лукан часто засиживался там до закрытия. Он принимал снотворное, чтобы справиться с бессонницей, и поэтому обычно просыпался около обеда. Однако 7 ноября он нарушил привычный режим и позвонил своему адвокату рано утром, а в 10:30 ему позвонили из дома зятя — Калхуна. Они договорились пообедать в Клермонте около 3 часов дня, но Лукан не появился. Калхун проехал мимо клубов Клермонт и Лэдброк и по Элизабет-стрит, но не смог отыскать его машину. Не приехал Лукан и на ленч с художником Домиником Элвисом и банкиром Дэниелом Майнерцхагеном в Клермонте, где они договорились встретиться в час дня.
В 16:00 Лукан посетил аптеку на Лоуэр Белгрейв-стрит, недалеко от дома Вероники, и попросил провизора удостовериться, что капсулы, которые он принёс, действительно являются препаратом Лимбитрол-5 для лечения стресса и депрессии. После развода он, вероятно, несколько раз приобретал такие лекарства, но их источник не был известен провизору. В 16:45 Лукан позвонил другу, литературному агенту Майклу Хикс-Бичу, и около 18:30 — 19:00 тот навестил его в квартире на Элизабет-стрит. Лукану потребовалась его помощь в работе над статьёй об азартных играх, которую его попросили написать для журнала Оксфордского университета. После 20:00 он отвёз агента домой на своей машине, но это был не принадлежавший ему тогда Mercedes-Benz, а «старый, тёмный и грязный Форд» — возможно, Ford Corsair, который граф одолжил у Майкла Ступа несколькими неделями ранее. В 20:30 он позвонил в Клермон, чтобы подтвердить заказ столика на ужин с Гревиллом Говардом и прочими друзьями. Говард позвонил ему в 17:15 и спросил, не хочет ли он сходить в театр, но Лукан отказался и предложил встретиться в Клермонте в 23:00. Однако в назначенное время он не появился и не ответил на звонок, когда с ним попытались связаться.

## Убийство Сандры Риветт
Примечание: Изложение событий, происходивших 7—8 ноября 1974 года, сделано по реконструкциям Салли Мур, Роя Рэнсона и Роберта Стренджа.

Сандра Риветт

Няня Сандра Элеонора Риветт родилась 16 сентября 1945 года и была третьим ребёнком в семье Альберта и Юнис Хенсби. Окончив школу, пыталась учиться на парикмахера, служила секретарём в Кройдоне. После неудачного романа она лечилась от депрессии в клинике близ Редхилла, а затем вышла замуж за строителя и устроилась работать няней в Кройдоне. В 1964 году у неё родился сын Стивен; после развода она вернулась к родителям. Сначала Сандра работала в больнице, а позже переехала в Портсмут к старшей сестре, где познакомилась с отставным моряком Роджером Риветтом. Они поженились 10 июня 1967 года в Кройдоне. Её второй муж работал оператором по погрузке в British Road Services, в то время как Сандра устроилась в приют Ридхэм в Перли. В 1974 году и этот брак распался. Сандра ухаживала за пожилой парой в престижном районе Белгрейвия. В дом миссис Лукан она попала через агентство. В тот период Сандра встречалась с неким Джоном Хэнкинсом (обычно по вечерам в четверг), но на этот раз изменила свои планы и договорилась о встрече с ним днём ранее. Последний раз они говорили по телефону около 20:00 7 ноября.
Сандра Риветт, уложив детей Луканов спать, около 20:55 предложила хозяйке дома приготовить чай и спустилась на кухню в подвал. Там на неё накинулся убийца, который нанёс ей несколько ударов обрезком свинцовой трубы и засунул тело убитой в холщовый почтовый мешок. Какое-то время спустя леди Лукан, недоумевая, почему няня долго не возвращается, спустилась и позвала её. В этот момент на неё тоже напали, она закричала во весь голос, на что злоумышленник приказал ей «заткнуться». Вероника, как утверждала позже, узнала голос бывшего мужа. Пытаясь вырваться, она укусила его за руку, но тот повалил её на ковёр и стал душить. В этот момент ей удалось вывернуться, и она ударила его в пах. Лукан от боли выпустил её, и она спросила его, где Сандра. Лукан нехотя признался в убийстве, и тогда Вероника предложила помочь ему скрыться — но ему придётся остаться в доме на несколько дней, пока она не залечит свои ссадины и ушибы. Поднявшись наверх, Лукан уложил свою дочь спать и пошёл в пустующую спальню. Веронике он приказал принести снотворное и полотенца, чтобы не выпачкать кровью простыни, а сам отправился в ванную. Когда Вероника убедилась, что Джон не слышит её, она выбежала на улицу и побежала за помощью в соседний паб «Plumbers Arms».
Лукан также покинул дом Вероники и, предположительно, направился на Честер-сквер к матери одного из школьных друзей дочери Фрэнсис, Мадлен Флормэн, между 22:00 и 22:30. Флормэн была в доме одна и не открыла дверь, но вскоре ей позвонили по телефону и тут же положили трубку. Далее между 22:30 и 23:00 Лукан позвонил матери и попросил забрать детей с Белгрейв-стрит, сказав, что в доме его жены произошла «ужасная катастрофа». Он утверждал, что проезжал мимо и увидел в подвале драку между Вероникой и каким-то мужчиной. Затем он якобы зашёл в дом, а Вероника впала в истерику. Полиция, прибывшая по вызову из паба, обнаружила в подвале дома тело Сандры Риветт. Веронику на машине скорой помощи отвезли в больницу Святого Георгия.

## Расследование

### Первый день

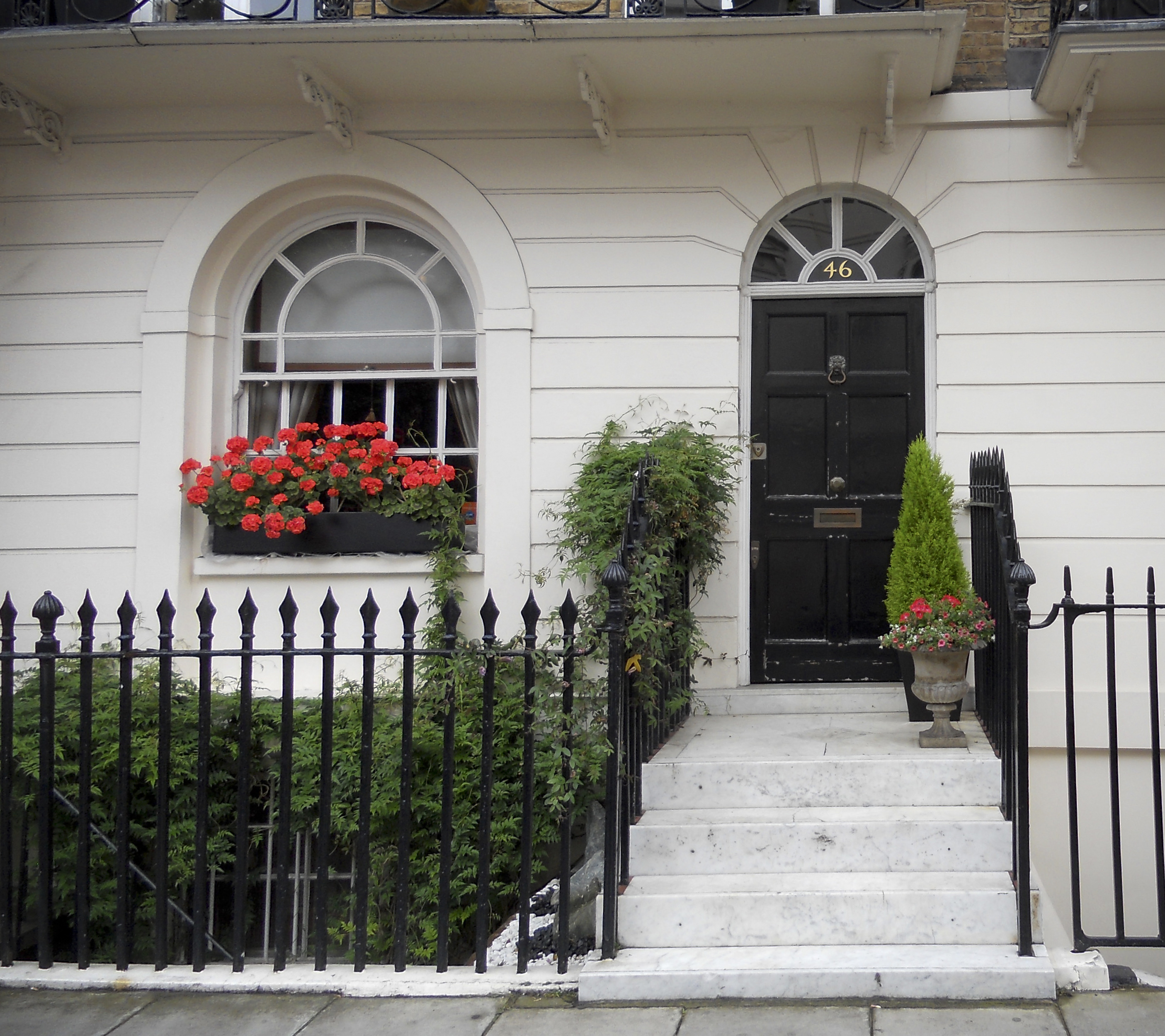
Вход в дом по адресу Lower Belgrave Street, 46

Расследование начал главный инспектор Рой Рэнсон, который прибыл на место преступления ранним утром пятницы 8 ноября. Осмотр дома не обнаружил следов взлома (за исключением входной двери, которую накануне пришлось вскрывать полицейским). В спальне Вероники на втором этаже нашли окровавленное полотенце. Подвальная лестница также была сильно запачкана кровью, на полу нашли окровавленный обрезок свинцовой трубы, а рядом в луже крови валялись две чайных чашки и блюдца. Картины, развешанные по сторонам от лестницы, висели неровно, были повреждены перила. Из мешка на полу, пропитавшегося кровью, торчала рука убитой. В лестничном плафоне не было лампочки — она лежала на стуле поблизости. Следы крови также были обнаружены на некоторых листьях в палисаднике рядом с домом.
Полиция обыскала квартиру Лукана на Итон-Роу, которую он занимал с начала 1973 года. Его мать на допросе показала, что в последнее время он жил в доме 72а на Элизабет-стрит, где ничего подозрительного найдено не было: на кровати лежали приготовленные костюм с рубашкой, а также книга о греческих судовладельцах-миллионерах. На тумбочке лежали нетронутыми кошелёк Лукана, ключи от машины, деньги, водительские права, носовой платок и очки. В ящике стола был найден паспорт. Синий «Мерседес-Бенц» был припаркован на улице, двигатель его давно не заводили, а аккумулятор был разряжен.
Инспектор Рэнсон посетил Веронику Лукан в больнице Святого Георгия. Несмотря на введённые ей сильные успокоительные средства, она нашла силы рассказать, что с ней случилось. Полицейский был оставлен охранять её на случай, если нападавший вернётся. Тело Сандры Риветт было доставлено в морг, также был проведён осмотр всех местных подвалов и скверов, проездов и открытых мест. Вскрытие производил патологоанатом Кит Симпсон, который заявил, что покойная была мертва ещё до того, как тело поместили в мешок. Орудием убийства могла послужить обнаруженная на месте преступления свинцовая труба. Бывший муж Сандры — Роджер — был сразу исключён из списка подозреваемых, у него было алиби. Родители Сандры подтвердили, что с леди Лукан у неё были хорошие деловые отношения, Риветт любила детей и хорошо о них заботилась. Сам граф Лукан ещё не был обнаружен, поэтому полиция объявила его в общенациональный розыск, но газетчикам и корреспондентам телевидения объявили, что полиция разыскивает Лукана как свидетеля.
Выяснилось, что около 0:30 8 ноября Лукан вновь звонил своей матери и обещал связаться с ней днём; при этом в доме уже находился полицейский, с которым граф говорить отказался, сказав, что утром сам позвонит в полицию. Позднее выяснилось, что Лукан после этого отправился в Акфилд (в 42 милях (68 км) от места убийства), — об этом инспектору сообщил по телефону Иэн Максвелл-Скотт. По его словам, Лукан был у него через несколько часов после убийства и общался с его женой — Сьюзен. В их доме граф написал два письма своему зятю Биллу Шанду Кидду и отправил их на его лондонский адрес. Максвелл-Скотт лично позвонил Шанду Кидду, который в этот момент находился в своём загородном доме, и рассказал о письмах, после чего тот немедленно выехал в Лондон, чтобы забрать их. Прочитав письма и заметив на бумаге следы крови, Шанд Кидд передал их инспектору Рэнсону. В одном из писем Лукан писал:

Сегодня ночью произошли ужаснейшие вещи, о которых я кратко рассказал матери. Когда я прервал драку на Ловер Белгрейв-стрит и нападавший скрылся, Вероника обвинила меня в том, что это я его нанял. Я отвёл её наверх, уложил Фрэнсис в постель и попытался привести её [Веронику] в порядок. Она [Вероника] вроде бы успокоилась, но, когда я пошёл в ванную, покинула дом. Косвенные улики против меня серьёзны, если В[ероника] заявит, что всё это моих рук дело. Так что я тоже «залягу на дно» на какое-то время, но я беспокоюсь за детей. Если получится, я хочу, чтобы они жили с тобой, а попечители из банка Coutts на Сент-Мартинс лэйн (мистер Уолл) оплатят школу. В[ероника] ненавидит меня и сделает всё, чтобы меня обвинили. Для Джорджа и Фрэнсис знать всю свою жизнь, что их отца обвинили в убийстве, будет слишком тяжкой ношей. Когда они подрастут достаточно, чтобы понять, объясни им, что такое паранойя, и позаботься о них.
Сьюзен Максвелл-Скотт объяснила, что не заявила в полицию о Лукане сразу же потому, что ни в газетах, ни по телевизору не сообщали ничего экстраординарного, а сама она не заметила ничего особенного.
Детей Луканов отвезли к тётке — леди Саре Гиббс — в Гилсборо, где они пробыли несколько недель, пока их мать находилась на лечении. В день выписки леди Лукан из больницы было проведено судебное слушание, которое подтвердило, что дети могут вернуться к ней. Поскольку семье очень докучали репортёры, Вероника Лукан и трое её детей переехали к друзьям в Плимут.
Ford Corsair Лукана был найден в воскресенье на Норман-роуд, около 16 миль (26 км) от Акфилда. В его багажнике находился обрезок свинцовой трубы, обмотанный киперной лентой, и полная бутылка водки. Автомобиль был изъят для судебно-медицинской экспертизы. Позднее нашлись свидетели, которые показали, что машина была припаркована в пятницу, примерно между пятью и восемью часами утра. Владелец авто — Майкл Ступ — тоже получил от Лукана письмо, доставленное в клуб «Сент-Джеймс». Однако он не придал значения письму и выбросил конверт, поэтому узнать место отправления по штемпелю оказалось невозможным. Содержание письма было таким:

Мой дорогой Майкл,

У меня была ужасная ночь, полная невероятных происшествий. Однако я не буду утомлять тебя, а просто попрошу, когда встретишь моих детей, скажи им, что ты знал меня и что дороже их для меня ничего на свете не было. То, в чём нечестный солиситор и невежественный психиатр обвинят и оговорят меня, не должно иметь для моих детей никакого значения. Я рассказал обо всём, что произошло, Биллу Шанду Кидду, но, судя по моим неудачам в суде, никто, не говоря о судье, которому 67 лет, мне не поверит, да и мне уже всё равно, за исключением одного — мои дети должны быть под защитой.
Всегда твой,
Джон
Инспектор Рэнсон заподозрил, что Лукан мог покончить с собой, но тщательное прочёсывание побережья и отмелей Ньюхейвена было признано невозможным. Ныряльщики обследовали гавань, но безуспешно. Год спустя криминалисты попытались использовать метод инфракрасного фотографирования, но он не дал результатов. 12 ноября 1974 года, во вторник, был выписан ордер на арест Лукана по обвинению в убийстве Сандры Риветт и покушении на убийство собственной жены; ордер и описание внешности были переданы в Интерпол.

### Судебно-медицинская экспертиза

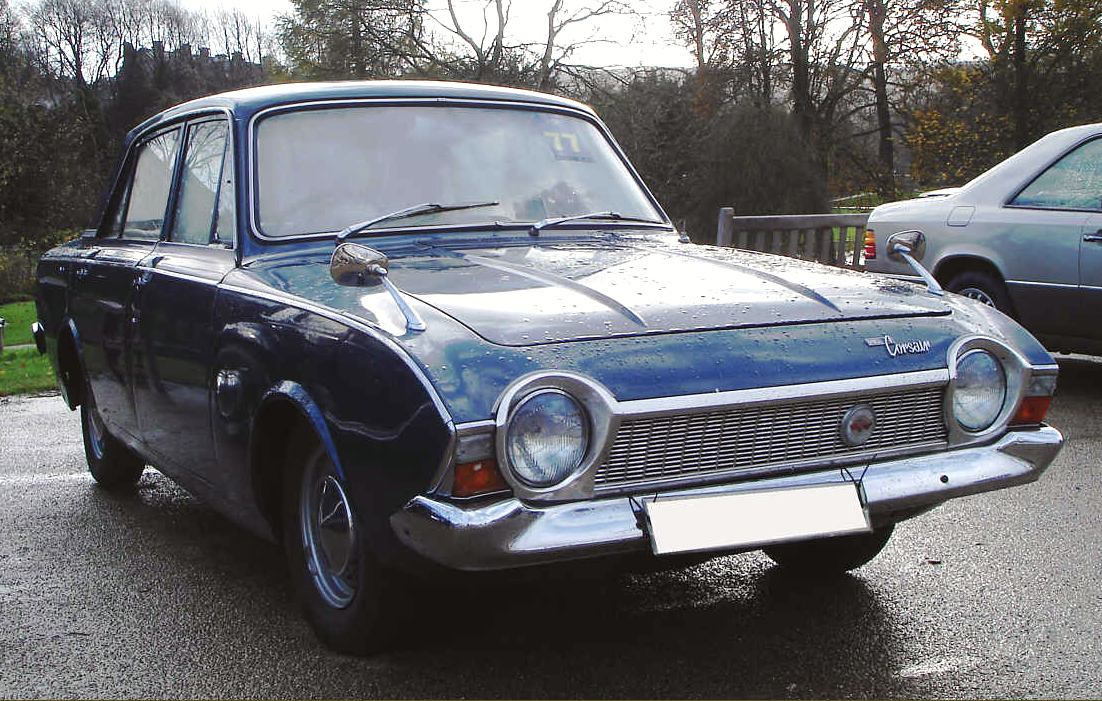
Лукана в последний раз видели за рулём Ford Corsair, подобного этому

Судебно-медицинская экспертиза обрезков свинцовой трубы, найденных на месте убийства и в багажнике Ford Corsair, выявила следы крови Сандры и Вероники только на обрезке из подвала на Белгрейв-стрит. На нём также обнаружили налипшие волосы Вероники Лукан, однако волос Сандры Риветт обнаружено не было. На обрезке трубы, обнаруженном в машине, биологических следов не было выявлено. Изначально предполагалось, что оба обрезка были отрезаны от одной и той же трубы, но экспертиза этого доказать не смогла. Обе части трубы были обмотаны киперной лентой, но тождественность использованных материалов доказать тоже не удалось. На письмах, отправленных Биллу Шанду Кидду, имелась кровь и Вероники Лукан, и Сандры Риветт. На письме Майклу Ступу следов крови не было, однако удалось доказать, что листок был вырван из блокнота, найденного в салоне Ford Corsair. Обыск в доме 46 на Белгрейв-стрит показал, что на Риветт напали на кухне в подвале, а на леди Лукан — на верхней площадке лестницы, ведущей в подвал. Волосы, похожие на волосы леди Лукан, также были найдены внутри автомобиля.

### Реакция СМИ
К полудню пятницы 8 ноября на первых полосах газет были размещены фотографии Луканов, сопровождаемые заголовками типа «Тело в мешке… графиня с криками спасается бегством» и «Убийство в Белгрейвии — граф объявлен в розыск». В тот же день в Клермонте собрались все друзья и знакомые графа, что само по себе стало пищей для пересудов. Двое участников этой встречи позднее настаивали, что это была дружеская встреча лиц, которые желали обсудить между собой всё, что им известно о случившемся. Как бы то ни было, отношения полиции к кругу общения Лукана это не улучшило (кое-кто из полиции намекал на то, что им приходится иметь дело с «Итонской мафией»). Сьюзен Максвелл-Скотт отказалась сообщить прессе что-либо в дополнение к своему первоначальному заявлению, а когда леди Осборн спросили, может ли она помочь найти тело Лукана, она ответила: «В последний раз, когда я слышала о нём, его скормили тиграм в зоопарке моего сына». Такая двусмысленность привела к обыску в доме и даже в клетках для животных; обыскали четырнадцать загородных домов и имений, в том числе Холкэм Холл и Уорикский замок, но результатов это не принесло. Депутат парламента от Лейбористской партии Маркус Липтон даже выразил обеспокоенность, что «некоторые люди издеваются над полицией», на что Бенсон опубликовал в «Таймс» письмо с просьбой либо раскрыть личность этих людей, либо «любезно отозвать свои замечания». Скандал ширился: в «Private Eye» обвинили Джеймса Голдсмита в участии во встрече в Клермонте, тогда как в тот день он находился в Ирландии. Леди Лукан из больницы прокомментировала эти новости следующим образом: «Ну и кто теперь сумасшедший?». Члены круга Лукана были недовольны освещением дела в прессе и пытались осмеивать и замалчивать его.
Дело Лукана попало в заголовки газет по всему миру. В течение нескольких дней после убийства газеты сообщили о заявлении Вероники Лукан в полицию, в котором она утверждала, что притворилась, что вступила в сговор с мужем, лишь для того, чтобы обеспечить себе безопасность. В январе 1975 года Вероника дала эксклюзивное интервью «Daily Express». Она также участвовала в реконструкции убийства, опубликованной в той же газете. Там же были опубликованы постановочные фотографии, сделанные внутри дома.

### Коронерское расследование

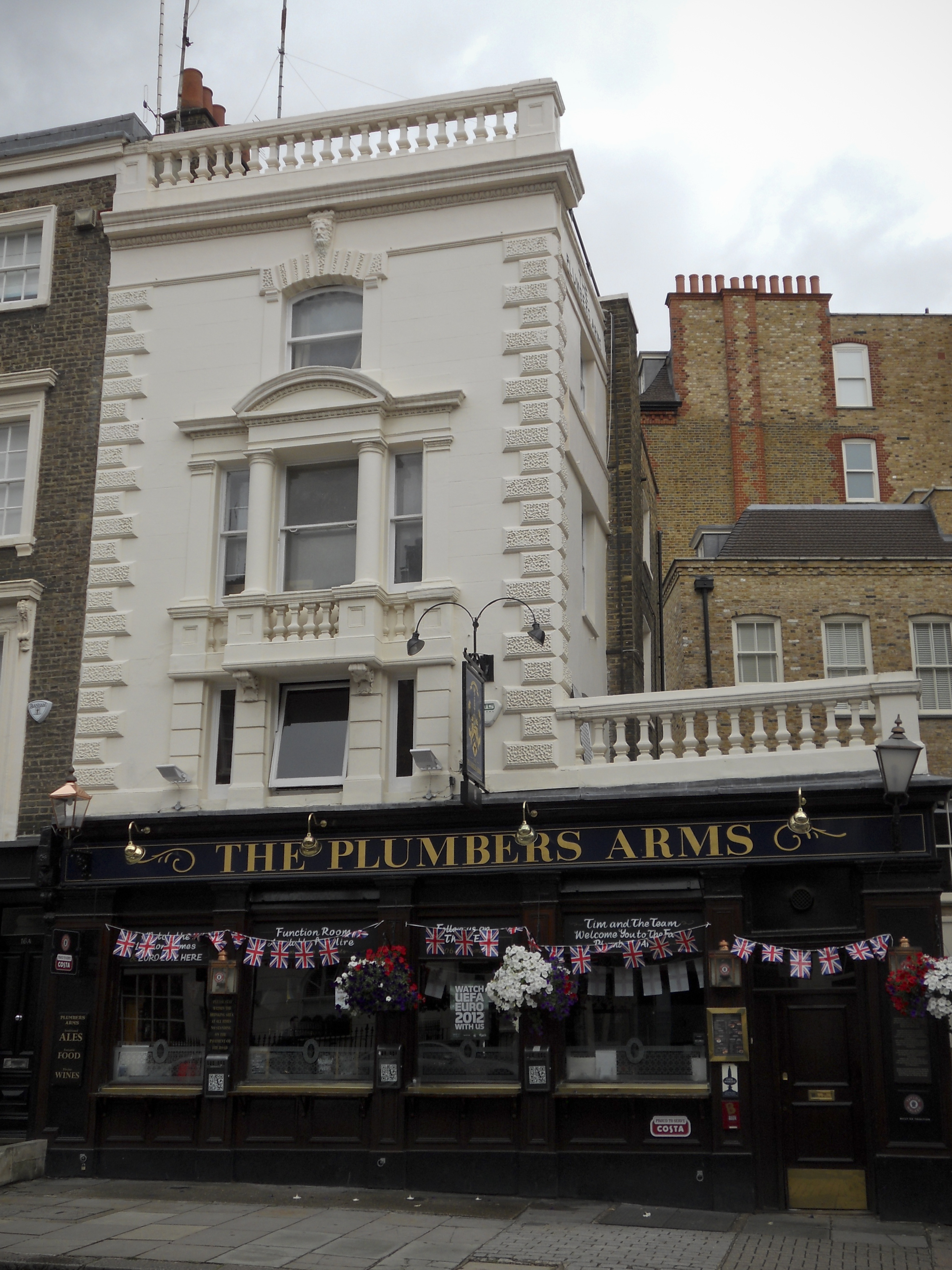
Здание паба «The Plumbers Arms»

Коронерское расследование по факту смерти Сандры Риветт было назначено на 13 ноября 1974 года и проводилось под председательством коронера Гэвина Терстона. Зал суда был полон репортёрами. В первый день, однако, заслушаны были лишь два свидетеля: Роджер Риветт, показавший, что опознал тело своей бывшей жены, и патологоанатом Кит Симпсон, который подтвердил, что Сандра умерла от удара по голове тупым предметом. На этом по просьбе инспектора Рэнсона был объявлен перерыв. Слушания дважды переносились — 11 декабря 1974 года и 10 марта 1975 года. Полноценное расследование, таким образом, началось лишь 16 июня 1975 года.
Слушания начались с представления участников процесса, среди которых был и адвокат, нанятый матерью Лукана представлять интересы сына. За несколько дней были заслушаны 33 свидетеля, в том числе Вероника Лукан. Вероника на каждое заседание приходила в одном и том же тёмном пальто и белом платке. Терстон расспрашивал её об отношениях с Луканом в браке, о её финансовом положении, интересовался тем, как она наняла Сандру Риветт и как прошёл день, в который было совершено преступление. Адвокат графини пытался расспрашивать леди Лукан о характере их отношений — в частности, не испытывала ли она к мужу ненависть, но Терстон решил, что такие вопросы недопустимы. Женщина-детектив Салли Блоуэр, которая 20 ноября 1974 года опрашивала старшую дочь — Фрэнсис Лукан, зачитала полученные показания. Согласно протоколу, Фрэнсис услышала крики, и через несколько минут её мать (со следами крови на лице) и отец вошли в комнату. Затем мать отправила её спать. Позже она услышала, как отец зовёт маму, спрашивает, где она, и увидела, как он вышел из ванной и спустился вниз. Она также рассказала, что Сандра Риветт обычно не работала по вечерам в четверг.
Хозяин «The Plumbers Arms» рассказал, что леди Лукан вошла в паб «вся в крови, с головы до ног», после чего впала в шоковое состояние. Он утверждал, что леди кричала «Помогите, помогите, я только что убежала от убийцы» и «Мои дети, мои дети, он убил их няню». Патологоанатом Кит Симпсон огласил заключение, что смерть Сандры Риветт наступила в результате «черепно-мозговой травмы от удара тупым предметом» и «попадания крови в дыхательные пути». Он подтвердил, что найденный на месте обрезок трубы, вероятно, являлся орудием убийства, но травмы в районе левого глаза и рта, по его мнению, скорее всего, были нанесены кулаком. Сьюзен Максвелл-Скотт — последняя, кто, согласно показаниям, видела Лукана живым, — сообщила суду, что граф выглядел «растерзанным», а его волосы были «немного взлохмачены». На брюках в районе правого бедра было влажное пятно. Лукан сказал ей, что, проходя или двигаясь мимо дома, увидел в окно, как на Веронику напал мужчина. По его словам, он зашёл в дом, где поскользнулся в луже крови у основания лестницы. Он сказал Сьюзен, что злоумышленник скрылся и что Вероника «впала в истерику», обвинив его в том, что он нанял киллера, чтобы убить её.

Я заключаю, что Сандра Элеонора Риветт умерла от травмы головы, в 22:30 7 ноября 1974 года; она была найдена мертвой на 46 Lower Belgrave Street <…>, а это преступление (убийство) было совершено Ричардом Джоном Бингэмом, графом Луканом.— Кэвин Тёрстон 
По окончании слушаний Терстон подытожил представленные свидетельства и разъяснил присяжным дальнейшую процедуру. В 11:45 жюри присяжных объявило, что «убийцей является лорд Лукан». Таким образом, Лукан стал первым членом Палаты лордов с 1760 года, признанным убийцей. В предыдущем случае Лоуренс Ширли, 4-й граф Феррерс был повешен за убийство судебного пристава. Лукан стал также последним человеком, который был направлен коронером в Королевский суд за убийство; это право коронера было отменено Законом об уголовном праве 1977 года.
Тело Сандры Риветт было передано её семье и кремировано на Кройдонском кладбище 18 декабря 1974 года. Представитель полиции сообщил, что леди Лукан не присутствовала на церемонии кремации, поскольку, по её словам, не хотела расстраивать родственников убитой.

### Позиция стороны графа Лукана
Друзья и семья графа Лукана подвергли критике коронерское расследование, которое, по их мнению, представило односторонний взгляд на события. Его мать сообщила журналистам, что расследование не послужило «какой-либо полезной цели». Сестра Вероники, Кристина, сказала, что приговор причинил ей «большую печаль и горе». Сьюзен Максвелл-Скотт продолжала повторять заверения графа о невиновности и утверждала, что ей очень жаль графиню.
Поскольку Ричард Лукан так и не появился, его версия «ужасной ночи с невероятными совпадениями» известна только из его же кратких писем и в изложении людей, с которыми он встречался вскоре после убийства Риветт. Его отпечатки пальцев не были обнаружены на месте происшествия, но его версия не объясняет наличие в багажнике Ford Corsair обрезка свинцовой трубы, как и тот факт, что, по показаниям некоторых свидетелей, он вслух обсуждал убийство своей жены. Кроме того, у полиции отсутствовали какие бы то ни было версии по поводу мужчины, драку которого с Вероникой Лукан якобы увидел в подвале. Никаких признаков взлома также не было обнаружено. Когда полицейские попытались проверить, мог ли Лукан видеть кухню в подвале с улицы, то оказалось, что для этого надо было бы очень низко нагнуться. К тому же в подвале не было света, а потому увидеть что-либо было ещё труднее. Лампочка (полиция проверила её и обнаружила, что она в рабочем состоянии) была выкручена из плафона и лежала на стуле. Кроме того, леди Лукан заявила, что не спускалась в подвал той ночью, и это противоречило версии событий со слов графа. Её заявление подтверждалось судебно-медицинской экспертизой пятен крови на месте преступления. Следы крови её группы были найдены в подвале, на заднем дворе и на мешке, в котором находилось тело Риветт, что, возможно, произошло в результате смешивания следов преступления. Человек, которого якобы видел Лукан, не мог выйти через переднюю подвальную дверь, поскольку она была заперта. Задняя дверь вела в огороженный палисадник, в котором не было обнаружено никаких следов побега. Ни один из свидетелей не сообщал, что видел кого-то во время происшествия у дома 46.
В отличие от защитников Лукана, британская пресса почти единогласно осуждала его. Редакторы газет игнорировали риск быть обвинёнными в клевете и прямо называли Лукана убийцей Сандры Риветт.

## Банкротство и наследство
Установлено, что досточтимый Ричард Джон Бингэм, седьмой граф Лукан, проживавший по адресу 72a Elizabeth Street, London SW1, умер 8 ноября 1974 года или после этой даты.
— Документ о завещании, 1999
После процедуры банкротства Лукана, в августе 1975 года его кредиторам сообщили, что исчезнувший граф оставил необеспеченных долгов на сумму 45 000 фунтов стерлингов и преференциальные обязательства на сумму 1326 фунтов стерлингов. Его активы были оценены в 22 632 фунтов стерлингов. Фамильное серебро было продано в марте 1976 года примерно за 30 000 фунтов стерлингов. Оставшиеся долги были погашены семейным фондом Лукана после исчезновения графа. Правами наследства его семья смогла воспользоваться в 1999 году, но свидетельства о смерти не было выдано и его наследнику, Джорджу Бингэму, было отказано в разрешении занять место отца в Палате лордов. После принятия Закона о презумпции смерти 2013 года Бингэм предпринял новую попытку объявить своего отца мёртвым. В результате на слушаниях в Высоком суде в Роллс-билдинг 3 февраля 2016 года ему удалось выиграть дело. Таким образом, он унаследовал титул своего отца, став 8-м графом Лукан.

## Дальнейшая судьба Джона Бингэма Лукана
Последний раз Джона Лукана достоверно видели около 01:15 8 ноября 1974 года, когда он отъезжал на Ford Corsair от дома семейства Максвелл-Скотт. С тех пор его местонахождение и судьба остаются неизвестными. Главный инспектор Рой Рэнсон первоначально утверждал, что Лукан «совершил благородное дело, упав на собственный меч», — мнение, публично повторяемое многими друзьями Лукана, включая Джона Аспиналла, который незадолго до своей смерти в 2000 году предположил, что граф был виновен в убийстве Сандры Риветт и совершил самоубийство, затопив моторную лодку и прыгнув в Ла-Манш с привязанным к телу камнем. Вероника Лукан также полагала, что её муж покончил с собой «как подобает благородному человеку, каковым он и был». В 2017 году Вероника Лукан покончила жизнь самоубийством (26 сентября она была обнаружена мёртвой).
Позже Рэнсон изменил своё мнение, объяснив, что он считает более вероятным, что самоубийство не входило в планы Лукана и что граф бежал в Южную Африку. Спустя 30 лет после убийства, детектив, проводивший новое расследование исчезновения Лукана, сообщил газете «Telegraph», что «существуют доказательства того, что лорд Лукан покинул страну и жил за границей в течение нескольких лет». Общаясь с Джоном Пирсоном перед своей смертью, Сьюзен Максвелл-Скотт предположила, что Лукану могли помочь подпольные финансисты, которые позже, опасаясь раскрытия, расправились с ним и захоронили тело где-то в Швейцарии. Похожую версию озвучил рекламный менеджер Джереми Скотт, который был знаком с некоторыми завсегдатаями казино Clermont.
Исчезновение Лукана волновало общественность на протяжении десятилетий, и слухи о встречах с ним появлялись по всему миру тысячами. Джон Миллер, охотник за головами, похитивший беглого грабителя поезда Ронни Биггса, заявил в 1982 году, что схватил графа, но позже в «News of the World» был разоблачён как обманщик. В 2003 году бывший детектив Скотланд-Ярда заявил, что выследил графа в Гоа, но человек, на которого он указал, был на самом деле Барри Хэлпином, певцом из Сент-Хеленс. В 2007 году журналисты в Новой Зеландии взяли интервью у бездомного британского экспатрианта, которого, как утверждали соседи, сочли пропавшим графом.
В 2012 году была обнародована информация, что двое старших детей Лукана были отправлены в Габон в начале 1980-х годов, чтобы их отец мог тайно наблюдать за ними «на расстоянии». Джордж Бингем категорически отрицал, что когда-либо посещал эту страну. Вероника Лукан отвергла подобные заявления как «чепуху», повторив, что, по её мнению, её муж «не из тех англичан, которые могли бы справиться с жизнью за границей».